# Stanisław Sarbiewski
Stanisław Sarbiewski herbu Prawdzic (zm. 11 sierpnia 1662) – marszałek sejmu nadzwyczajnego w Warszawie w 1647 roku, kasztelan sochaczewski, kasztelan miński, wojewoda mazowiecki, starosta grabowiecki.

## Rodzina
Rodzina pieczętowała się herbem Prawdzic. Urodził się jako syn Mateusza Sarbiewskiego, dziedzica Sarbiewa i Apolonii z Milewskich. Był młodszym bratem Macieja Kazimierza, poety nowołacińskiego. Ojciec ich Mateusz Sarbiewski człowiek szlachetny i prawy, głęboko religijny wpajał swym synom wartości patriotyczne i religijne. Matka Apolonia zmarła w 1607 roku. Dziad jego Adam Sarbiewski był fundatorem srebrnej monstrancji do kościoła w Sarbiewie. Monstrancja ta powstała w 1549 roku i została wykonana przez Andrzeja Półtoraka, obecnie została przeniesiona do muzeum diecezjalnego w Płocku. W pamiętnikach Macieja Kazimierza Sarbiewskiego istnieje zapis, że Maciej Kazimierz i Stanisław siadali na kolanach sędziwego dziadka Adama, który uczył ich miłości do Boga i ojczyzny. Według przekazu Adam Sarbiewski dożył sędziwego wieku 109 lat, o czym pisał w liście do biskupa Łubieńskiego brat Stanisława, Maciej Kazimierz Sarbiewski.

## Kariera
Stanisław Sarbiewski od młodości interesował się sprawami politycznymi i kulturalnymi w kraju. Uczył się w kolegium jezuickim w Pułtusku. Był posłem na sejmiki królewskie. Dnia 28 lipca 1636 roku został mianowany wojskim ciechanowskim. Następnie został sekretarzem królewskim. Otrzymał od króla Władysława IV Wazy starostwo grabowieckie dnia 19 maja 1640 roku składające się z 1 miasta i 4 wsi oraz starostwo korytnickie składające się z 1 miasta i 2 wsi.
Wielokrotnie posłował na sejmy, po raz pierwszy w 1642 roku. W 1643 roku był deputatem na Trybunał Koronny w Lublinie. W roku 1647 został marszałkiem izby poselskiej. Jako poseł na sejm konwokacyjny 1648 roku z województwa bełskiego był członkiem konfederacji generalnej zawiązanej 31 lipca 1648 roku. Brał czynny udział w obronie Rzeczypospolitej przed najazdem kozackim podczas Powstania Bohdana Chmielnickiego w 1648 roku. Poseł na sejm 1649/1650 roku z sejmiku bełskiego województwa bełskiego. W 1650 roku został deputatem do Trybunału Skarbowego w Radomiu. Jako polityk stał na straży pokoju. Poseł na pierwszy sejm 1652 roku. Wielokrotnie posłował do Szwecji w celu zapewnienia pokoju. Potępił czyn księcia Janusza Radziwiłła, oskarżonego przez biskupa Benedykta Woynę o zniszczenie krzyży w Świadości. Poseł na sejm koronacyjny 1649 roku z województwa bełskiego. Dnia 26 czerwca 1659 roku został powołany na urząd kasztelana sochaczewskiego. Od października 1659 roku mianowany kasztelanem mińskim. Był związany z obozem regalistów. Poseł sejmiku bełskiego na sejm 1653 roku.
W 1653 roku jako komisarz dążył do uwolnienia żup wielickich z rąk cesarskich i oszacowania strat w wyniku działań wojennych na Ukrainie. W dalszych latach wielokrotnie posłował do Szwecji i Rosji. W październiku 1655 roku podpisał akt poddania się woli króla szwedzkiego Karola X Gustawa. Podpisał jako komisarz traktat pokojowy z Rosją w Niemieży 3 listopada 1656 roku. Dnia 8 sierpnia 1660 roku został wojewodą mazowieckim.
Jako poseł zawsze dążył do uzyskania pokoju w kraju. Miał niezwykły dar wymowy i roztropności, zawsze oddany sprawom publicznym.
Przetłumaczył pobożne rozważania na siedem dni w tygodniu: „Siedem zwierciadełek” ofiarowanym swym dzieciom.

## Potomkowie
Ożenił się z Zofią Napiórkowską. Z małżeństwa urodziło się dwóch synów i trzy córki. Z synów: Rafał (zm. 1715) pełnił urząd kasztelana bracławskiego; drugi syn Jakub nie pełnił urzędów.
Z córek: Anastazja Barbara została żoną Franciszka Myszkowskiego (zm. 1669), kasztelana bełskiego
Katarzyna Teresa została brygidką w Lublinie; zaś Elżbieta prawdopodobnie była żoną Pawła Borzęckiego, a po jego śmierci została zakonnicą.